# Предсказание (роман)
«Предсказание» (фр. L’Horoscope) — историко-приключенческий роман французского писателя Александра Дюма-отца, впервые опубликованный в 1858 году.

## Сюжет и история текста
Действие романа происходит во Франции в 1559 году, накануне гугенотских войн. В центре сюжета две вымышленные линии, о любви принца Конде к Шарлотте де Сент-Андре, и о попытках Роберта Стюарта спасти жизнь своему отцу, советнику Дюбуру, приговорённому к смерти за освобождение протестанта. Ключевым фактором, движущим сюжет, становятся два предсказания старухи в придорожной гостинице. Принцу Конде, маршалу де Сент-Андре и герцогу Гизу она предсказывает насильственную смерть, а трём другим людям — участь убийц.
«Предсказание» было опубликовано в 1858 году отдельной книгой в парижском издательстве Cadot. По неясной причине оно имеет открытый финал (возможно, роман остался незаконченным). В тексте Дюма несколько раз отсылает читателя к другим своим книгам, в которых рассказывается о судьбе некоторых героев. В первую очередь имеется в виду роман «Королева Марго».